# Дмитрівська сільська рада (Машівський район)
Дмитрівська сільська рада — колишній орган місцевого самоврядування у Машівському районі Полтавської області з центром у c. Дмитрівка.

## Населені пункти
Сільраді були підпорядковані населені пункти:
- c. Дмитрівка
- с. Калинівка